# Ashikaga Yoshinori
Ashikaga Yoshinori (tiếng Nhật: 足利 義教, Túc Lợi Nghĩa Giáo; 12 tháng 7 năm 1394 — 12 tháng 7 năm 1441) là shogun thứ sáu của Mạc phủ Ashikaga ở Nhật Bản, nắm quyền từ năm 1429 đến năm 1441.